# Верещагин, Николай Иванович
Николай Иванович Верещагин (5 марта 1922, село Антоновка, АО немцев Поволжья — 15 августа 1988) — токарь цеха спецпроизводства конструкторского бюро при Лаборатории № 2 Академии наук СССР.

## Биография
Родился 5 марта 1922 года в селе Антоновка (ныне — территория Советского района Саратовской области). После сельской семилетки учился в ФЗУ, по окончании которого в 1938 году получил профессию токаря. Работал на заводе имени Фрунзе, затем на заводе п/я № 25 в городе Пензе.
В апреле 1952 года пензенским обкомом партии Н. И. Верещагин был отобран для работы токарем в КБ-11. В то время — одно из самых секретных предприятий по разработке отечественного ядерного оружия. Руководство КБ постоянно вело набор молодых и перспективных ученых, инженеров, рабочих во всех учреждениях и организациях страны.
Верещагин работал в цехе спецпроизводства и был в числе первых токарей, изготовивших комплекты урановых деталей со сложными профильными поверхностями. Руководством института, горкомом КПСС и горкомом профсоюзов за выполнение специального правительственного задания и высокие производственные достижения был представлен к присвоению звания Героя Социалистического Труда.
Указом Президиума Верховного Совета СССР от 7 марта 1962 года Верещагину Николаю Ивановичу присвоено звание Героя Социалистического Труда с вручением ордена Ленина и золотой медали «Серп и Молот».
В феврале 1968 года Н. И. Верещагин был назначен на должность мастера механического участка. Жил в закрытом городе Арзамас-16 Горьковской области. Умер 15 августа 1988 года.
Награждён орденом Ленина, медалями «За доблестный труд в Великой Отечественной войне 1941—1945», «За трудовую доблесть».